# Włodzimierz Tylak
Włodzimierz Tylak (ur. 17 maja 1950 w Łodzi) – polski piłkarz i trener.

## Życiorys
Jego kariera piłkarska to w zasadzie dwa kluby: Łódzki Klub Sportowy oraz AZS AWF Warszawa (w okresie studiów).
Trenerską karierę rozpoczął tuż po studiach. Został zatrudniony do szkolenia młodzieży w ŁKS, z którym w 1983 roku sięgnął po Mistrzostwo Polski juniorów. Jego kolejne kluby to m.in. Igloopol Dębica (awans do I ligi), GKS Bełchatów, Pelikan Łowicz, Włókniarz Konstantynów Łódzki, Piotrcovia Piotrków Trybunalski i ŁKS. Na początku 2004 roku został trenerem trzecioligowego Tura Turek. Został zwolniony po półtora roku pracy. Do Turku wrócił w czerwcu 2008 roku i został trenerem zespołu, występującego w I lidze.
Zdobył Mistrzostwo Polski juniorów z ŁKS i brązowy medal tych rozgrywek z łódzkim Widzewem. W 2008 roku prowadzona przez niego reprezentacja województwa łódzkiego rocznik 1994 sięgnęła po Mistrzostwo Polski w swej kategorii wiekowej.
Od 20 czerwca do 1 października 2014 roku był trenerem pierwszoligowego Widzewa Łódź.